# Davide Astori
Davide Astori (n. 7 ianuarie 1987, San Giovanni Bianco, Lombardia, Italia – d. 4 martie 2018, Udine, Friuli-Veneția Giulia, Italia) a fost un fotbalist italian, care a jucat pe postul de fundaș. După ce a jucat fotbal la tineret pentru Pontisola, Astori și-a început cariera la Milano, jucând cu Pizzighettone și Cremonese. În 2008, Cagliari l-a transferat în coproprietate, înainte de a fi transferat definitiv de Milan, dar nu a jucat niciodată în primă echipă în 2011.

## Moartea
În data de 4 martie 2018, Astori a murit în timp ce se afla într-un hotel din Udine, înainte de meciul lui Fiorentina cu Udinese. O declarație a clubului a spus că "Fiorentina este profund zguduită și obligată să anunțe că căpitanul lor Davide Astori a murit." Astori a murit din cauza unui atac de cord în timpul somnului.

## Legături externe
- Profile Arhivat în 19 octombrie 2013, la Wayback Machine. at official club website it
- Profile at Assocalciatori.it it
- Profile at EmozioneCalcio.it it la Wayback Machine (archived 8 octombrie 2011)
- International caps Arhivat în 6 septembrie 2017, la Wayback Machine. at FIGC.it it